# أندورنو ميكا
أندورنو ميكا (بالإيطالية: Andorno Micca)‏ هي بلدية في مقاطعة بييلا في إقليم بييمونتي في إيطاليا.

## السكان
في سنة 1861 بلغ عدد السكان 2٬359 نسمة، وتطور العدد ليصل في سنة 2011 لـ 3٬407 نسمة.
يظهر هذا المخطط البياني تطور النمو السكاني لـ أندورنو ميكا